# Lactobacillus gallinarum
Lactobacillus gallinarum è una specie di batterio appartenente alla famiglia delle Lactobacillaceae.